# 희수
희수(喜受, 산스크리트어: saumanasya-vedanā 사우마나샤 베다나-, 팔리어: somanassa-vedanā 소-마낫사 웨-다나-, 영어: joy)는 기쁜 느낌, 즉, 정신적으로 즐거운 느낌으로, 전통적인 표현으로는 심적열(心適悅)의 수(受)라 하는데, 대략적으로 말하자면, 마음(6식 또는 8식, 즉 심왕, 즉 심법)이 대상으로부터 기쁨을 느끼는 것이다.
다음의 분류 또는 체계에 속한다.
- 고수 · 낙수 · 불고불락수의 3수(三受) 중 낙수에 속한다.
  - 이 경우, 희수는 낙수에 포함되는 것으로, 낙수를 다시 신수(身受, 감각적 느낌, 신체적 느낌) · 심수(心受, 정신적 느낌)의 2수(二受)로 나눌 때 심수에 속한다. 즉, 낙수의 심수가 희수이다.
- 고수 · 낙수 · 우수 · 희수 · 사수의 5수(五受) 중 하나이다.

5수에서 희수는 정신적으로 즐거운 느낌으로, 예를 들어, 오디션에서 합격하여 느끼는 기쁜 느낌을 말한다. 다른 예로는 사랑하는 사람과 데이트하면서 느끼는 즐거움을 말한다. 또 다른 예로는 4선(四禪) 중 초선(初禪)과 제2선에서 느끼는 기쁨 또는 즐거움을 말한다. 이에 비해 낙수는 신체적으로 즐거운 느낌으로, 예를 들어, 몸이 건강할 때 느껴지는 몸이 느끼는 상쾌한 기분 좋은 즐거운 느낌을 뜻한다. 다른 예로는, 새로 산 품질 좋은 옷을 입고 있을 때 옷의 부드러운 감촉을 느끼면서 드는 기쁨을 말한다. 이 때 좋은 옷을 입고 있다는 의기양양함이 같이 있다면 희수도 함께 느끼고 있는 것이다.
즐거움과 기쁨이라는 단어가 서로 유사한 뜻이어서 호환될 수 있지만,
전통적으로, 신체적으로 즐거운 것 또는 기쁜 것을 '즐거움'(樂, 산스크리트어: sukha 수카, 팔리어: sukha 수카, 영어: pleasure)이라 이름하고, 정신적으로 즐거운 것 또는 기쁜 것을 기쁨(喜, 산스크리트어: saumanasya 사우마나샤, 팔리어: somanassa 소-마낫사-, 영어: joy)이라 이름한다.

## 정의
세친의 《대승오온론》에 따르면, 3수 중 낙수, 즉, 5수 중 낙수와 희수의 정의는 어떤 대상과 헤어질 때 다시 만나고 싶어하는 느낌이다. 즉, 5수 중 낙수는 어떤 신체적, 감각적 대상과 헤어질 때 다시 만나고 싶어하는 느낌이고, 희수는 어떤 정신적 대상과 헤어질 때 다시 만나고 싶어하는 느낌이다.

T31n1612_p0848b26║云何受蘊？謂三領納：一、苦，二、樂，三、不苦不樂。

T31n1612_p0848b27║樂謂滅時有和合欲；苦謂生時有乖離欲；不

T31n1612_p0848b28║苦不樂謂無二欲。
무엇이 수온(受蘊: 느낌의 무더기)인가? 세 가지의 영납(領納: 받아들여 느끼는 것)을 말한다. 첫째는 고수(괴로운 느낌), 둘째는 낙수(즐거운 느낌), 셋째는 불고불락수(괴롭지도 즐겁지도 않은 느낌)이다. 낙수란 사라질 때에 다시 만나고 싶어하는 바램이 있는 것이고, 고수란 생겨날 때에 떨어지고 싶어하는 바램이 있는 것이고, 불고불락수란 이 두 가지 바램이 없는 것이다.

 — 세친 조, 현장 한역. 《대승오온론》(大乘五蘊論). 대정신수대장경. T31, No. 1612, CBETA.
한문본 & 한글본은 편집자가 번역. 2022년 7월 1일에 확인.
즉, 희수란 정신적 대상과 헤어지고 싶어하지 않는 느낌이다. 달리 말하여, 희수(기쁜 느낌)는 정신적으로 마음에 드는[可意] 대상을 만났을 때 가지게 되는 느낌이다. 그리고 불교에 따르면, 마음에 드는 대상 또는 마음에 들지 않는 대상을 만나는 것은 인과법칙 즉 업과 업의 과보의 법칙 즉 연기법에 따른 것으로, 과거에 몸과 말과 뜻으로 지은 선한(유익한) 행위로 인해 선업(유익한 업)이 쌓이고 이 업으로 인해 마음에 드는 대상과 만나게 된다.

## 엄밀한 정의
대략적으로 말하자면, 기쁜 느낌이란 마음이 대상으로부터 기쁨을 느끼는 것이라고 말할 수 있지만,
엄밀히 말하자면, 마음이 기쁜 느낌을 느끼는 것이 아니라 마음이라는 별개의 개체[法]가 기쁜 느낌이라는 별개의 개체와 함께한 것, 즉, 두 개의 별개의 개체가 상응한 것이다.  불교 교의에 따르면, 무언가를 느끼는 것은, 느낌[受] 그 자체가 느낄[受] 뿐 따로 소유자가 있어 느끼는 것이 아니다. 그리고 이 느낌을 마음이 알아차림으로써, 즉, 이 느낌과 마음이 함께함으로써 느낌의 인식작용이 완성된다.
달리 말해, 인간은 색온 · 수온 · 상온 · 행온 · 식온의 5온으로 이루어져 있는데, 정신적으로 즐거운 느낌 즉 기쁜 느낌이란 수온(느낌, 마음작용, 마음부수)과 식온(마음, 식)이 정신적 인식대상(경) 즉 상온 또는 행온의 법(존재·현상)과 화합할 때를, 즉, 3가지 조건 또는 인연이 만났을 때를 세간적인 표현 즉 엄밀한 표현이 아닌 일반적인 통용 표현으로 '무엇(인식대상)을 느낀다(상온·행온+수온+식온)'고 말하는 것일 뿐이다.
정리하자먼, 기쁜 느낌이란 과거 선한(유익한) 업의 과보로서 마음에 드는 정신적 대상을 만나 저절로 일어나는 느낌이다. 그리고 기쁜 느낌은 기쁜 경험 속에서만 존재하는데, 기쁜 경험이란 ① 마음에 드는 대상(경)과 ② 그 대상을 만나 저절로 일어난 기쁜 느낌(수온)과 ③ 그 기쁜 느낌에 대한 앎(식온)이 화합하고 있는 현상이다.

## 같이 보기
- 수 (불교)
- 3수
- 5수
- 6수
- 5온#수온
- 십이연기설#(7) 수(受)
- 수념처
- 89가지 마음
- 원인 없는 유익한 과보의 마음